# Solaris
Solaris原先是太阳微系统公司研制的Unix操作系统，在Sun公司被Oracle併購後被稱作Oracle Solaris。目前最新版为Solaris 11。早期的Solaris是由BSDUnix发展而来。这是因为昇陽公司的创始人之一，比爾·喬伊（Bill Joy）来自柏克萊加州大學（U.C.Berkeley）。但是随着时间的推移，Solaris现在在接口上正在逐渐向System V靠拢。
2005年6月14日，Sun公司将正在开发中的Solaris 11的源代码以CDDL许可开放，这一开放版本就是OpenSolaris。2010年8月23日，OpenSolaris項目被Oracle中止。2011年11月9日，Solaris 11發佈。
Sun的操作系统最初叫做SunOS，SunOS 5.0开始，SUN的操作系统开发开始转向System V Release 4，并有了新名字Solaris 2.0；Solaris 2.6以后，SUN删除了版本号中的「2」，因此，SunOS 5.10叫做Solaris 10。Solaris的早期版本后来又被重新命名为Solaris 1.x。因为“SunOS”这个词被用做专指Solaris操作系统的内核，因此Solaris被认为是由SunOS、图形化的桌面计算环境以及它的网络增强部分组成。

## 平台
Solaris运行在两个平台：Intel x86及SPARC／UltraSPARC。后者是昇陽工作站使用的处理器。因此，Solaris在SPARC上拥有强大的处理能力和硬件支援，同时Intel x86上的性能也正在得到改善。对两个平台，Solaris屏蔽了底层平台差异，为用户提供了尽可能一样的使用体验。
最新发布的Solaris10包含若干创新技术，包括ZFS，DTrace，Solaris Zones（Container），预测性自癒等。其中一些以往只可能在专业服务器等具有相关硬件的大型机器上才可能得到支援，但Solaris10使得任何一台普通PC都可以具有这些能力。
Solaris支持多种系统架构：SPARC、x86及x64. x64即AMD64及EM64T处理器。在版本2.5.1的时候，Solaris曾经一度被移植到PowerPC架构，但是后来又在这一版本正式发布时被删去。与Linux相比，Solaris可以更有效地支持对称多处理器，即SMP架构。Sun同时宣布将在Solaris 10的后续版本中提供Linux运行环境，允许Linux二进制程序直接在Solaris x86和x64系统上运行，目前，这一技术已通过Solaris Zone的一个特殊实现（BrandZ）得到支持。
Solaris传统上与基于Sun SPARC处理器的硬件体系结构结合紧密，在设计上和市场上经常捆绑在一起，整个软硬件系统的可靠性和性能也因此大大增强。然而SPARC系统的成本和价格通常要高于PC类的产品，这成为Solaris进一步普及的障碍。可喜的是，Solaris对x86体系结构的支持正得到大大加强，特别是Solaris 10已经能很好地支持x64（AMD64/EM64T）架构。Sun公司已推出自行设计的基于AMD64的工作站和服务器，并随机附带Solaris 10。

## 用戶群
早期的Solaris主要用於Sun工作站上。不過，隨著Sun讓Solaris可以免費下載和OpenSolaris的釋出，Solaris/OpenSolaris
除了作為伺服器／工作站的用途外，已經開始可以作為Desktop用途。雖然現在仍然不普及，且應用程式和设备驱动的支援尚嫌不足，但这一问题正得到快速改善，未來用戶群朝向一般大眾的情況仍是有很高的可能性的。
目前各大軟體、應用程式廠商對SPARC平台的支援尚算良好，但對x86平台的Solaris多半都不支援。這也是x86使用者面臨的困境之一。

## 桌面環境
第一个Solaris 1.x的桌面环境是Sunview (Sun Visual Integrated Environment for Workstations，SunTools的最早版本)，以及OpenWindows。紧接着是Solaris 2.5的CDE (Common Desktop Environment)。在Solaris 10中，Sun又推出了基于GNOME的Java Desktop System。其另外也支援KDE、XFCE、WindowMaker等桌面環境。
Solaris 11採用GNOME。

## 开放源代码
Solaris已开放其部分源代码，但是由于Sun公司的源代码许可证，Solaris「不是」自由软件，而OpenSolaris才是。Solaris和OpenSolaris為兩個「不同」的作業系統。
Solaris的大多数源代码已经在CDDL的许可下在OpenSolaris开源项目中发布。二进制和源代码目前都可以被下载和许可而无需任何费用。
Sun的Common Development and Distribution License被选择用做OpenSolaris的许可，并通过了Open Source Initiative评审和批准，但其授权条款与时下流行的GPL互不兼容。
OpenSolaris于2005年6月14日正式启动，源代码来自當時的Solaris开发版本。目前OpenSolaris專案已被併吞Sun公司的Oracle中止，由社群發起的Illumos計劃繼承。

## 相關技術
- ZFS
- DTrace
- Zone

## 主要版本
Solaris的主要发布版本如下：
| 色彩 | 意義          |
| ---- | ------------- |
| 红   | 旧版本;不支援 |
| 黃   | 旧版本;支援中 |
| 绿   | 当前版本      |
| 蓝   | 未来版本      |

| Solaris版本        | SunOS核心版本 | 发布日期       | 发布日期       | 最後支援日 |
| Solaris版本        | SunOS核心版本 | SPARC          | x86            | 最後支援日 |
| ------------------ | ------------- | -------------- | -------------- | ---------- |
| 1.x                | 4.1.x         | 1991年-1994年  | -              | 2003年9月  |
| 2.0                | 5.0           | 1992年6月      | -              | 1999年9月  |
| 2.1                | 5.1           | 1992年1月      | 1993年5月      | 1999年4月  |
| 2.2                | 5.2           | 1993年5月      | -              | 1999年5月  |
| 2.3                | 5.3           | 1993年11月     | -              | 2002年6月  |
| 2.4                | 5.4           | 1994年11月     | 1994年11月     | 2003年9月  |
| 2.5                | 5.5           | 1995年11月     | 1995年11月     | 2003年12月 |
| 2.5.1              | 5.5.1         | 1996年5月      | 1996年5月      | 2005年9月  |
| 2.6                | 5.6           | 1997年7月      | 1997年7月      | 2006年7月  |
| 7                  | 5.7           | 1998年11月     | 1998年11月     | 2008年8月  |
| 8                  | 5.8           | 2000年2月      | 2000年2月      | 2012年3月  |
| 9                  | 5.9           | 2002年5月28日  | 2003年1月10日  | 2014年10月 |
| 10                 | 5.10          | 2005年1月31日  | 2005年1月31日  | -          |
| 11 Express 2010.11 | 5.11          | 2010年11月15日 | 2010年11月15日 | -          |
| 11                 | 5.11          | 2011年11月9日  | 2011年11月9日  | -          |

  	     	

SunOS仍旧用来称呼Solaris的核心。SunOS的版本号是以5.{Solaris版本号}来表示。例如，最新的Solaris发布版本，Solaris 10，在SunOS 5.10上运行。Solaris的man手册是以SunOS为标记的，启动的时候也显示它，但是"SunOS"这个词不再用于Sun的市场文档中。